# Moonlight Becomes You
Moonlight Becomes You è il quarantunesimo album in studio del cantante di musica country statunitense Willie Nelson, pubblicato nel 1994.

## Tracce
1. December Day (Willie Nelson) - 2:19
2. Moonlight Becomes You (Johnny Burke, Jimmy Van Heusen) - 3:51
3. Afraid (Fred Rose) - 2:35
4. The Heart of a Clown (Steve Nelson, Jack Rollins, Francis Kane) - 3:45
5. Please Don't Talk About Me When I'm Gone (Sidney Clare, Sam Stept) - 2:05
6. Everywhere You Go (Larry Shay, Mark Fisher, Joe Goodwin) - 3:35
7. Have I Stayed Away Too Long (Frank Loesser) - 4:07
8. Sentimental Journey (Bud Green, Les Brown, Ben Homer) - 3:14
9. The World Is Waiting for the Sunrise (Gene Lockhart, Ernest Seitz) - 2:20
10. You'll Never Know (Mack Gordon, Harry Warren) - 3:14
11. I'll Keep On Loving You (Richard Coburn, Vincent Rose) - 2:49
12. You Just Can't Play a Sad Song on a Banjo (Paul Buskirk, Russell Jackson) - 2:03
13. You Always Hurt the One You Love (Doris Fisher, Allan Roberts) - 2:27
14. Someday (You'll Want Me to Want You) (Jimmie Hodges) - 3:29
15. In God's Eyes (Willie Nelson) - 2:58